# Dot the I
Dot the I (br: Jogo de Sedução/pt: Argumento Mortal) é um filme dirigido por Matthew Parkhill, lançado em 2003. No seu elenco se encontra dentre eles Gael García Bernal e Natalia Verbeke. A direção de fotografia é de Affonso Beato. A trilha sonora é de Javier Navarrete.

## Sinopse
Carmen (Natalia Verbeke) é uma mulher espanhola agitada e sem paciência, que está prestes a se casar com Barnaby (James D'Arcy), um inglês calmo e educado. Pouco antes do casamento Carmen conhece, em uma noite entre amigos, um homem misterioso de nome Kit (Gael García Bernal), que acende uma paixão que não existia em sua vida. Sem conseguir se esquecer de Kit, Carmen precisa lidar com a paixão reprimida à medida que a data do seu casamento se aproxima.

## Elenco
- Gael García Bernal (Kit)
- Natalia Verbeke (Carmen)
- James D'Arcy (Barnaby)
- Tom Hardy (Tom)
- Charlie Cox (Theo)
- Myfanwy Waring (Amiga de Carmen)
- Jonathan Kydd (Dono da lanchonete)
- Michael Elwynn (Diretor do hotel)
- Len Collin (Oficial de segurança do hotel)
- John Pearson (Pai de Kit)
- Tasha de Vasconcelos (Mãe de Kit)